# Vinzenz Chiavacci

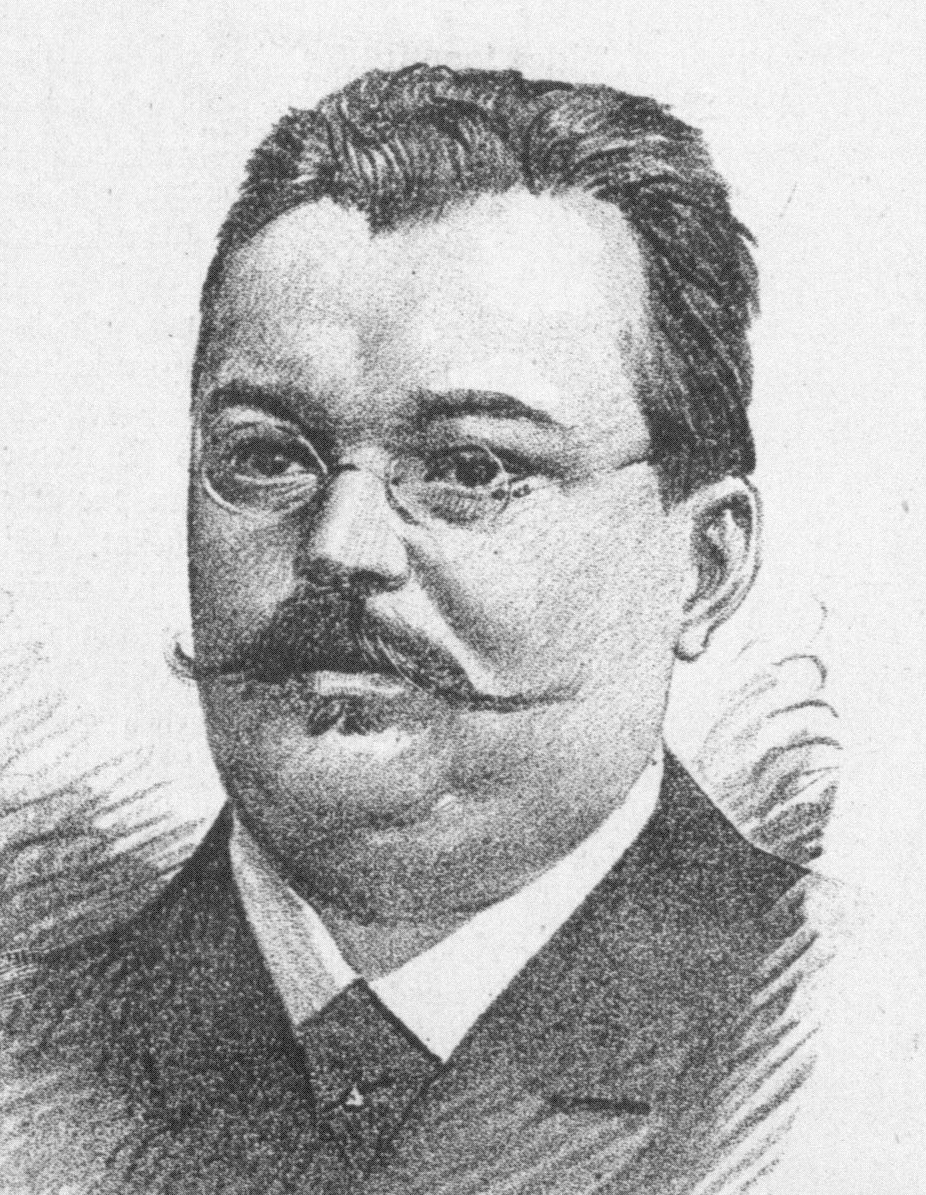
Vinzenz Chiavacci (1891)

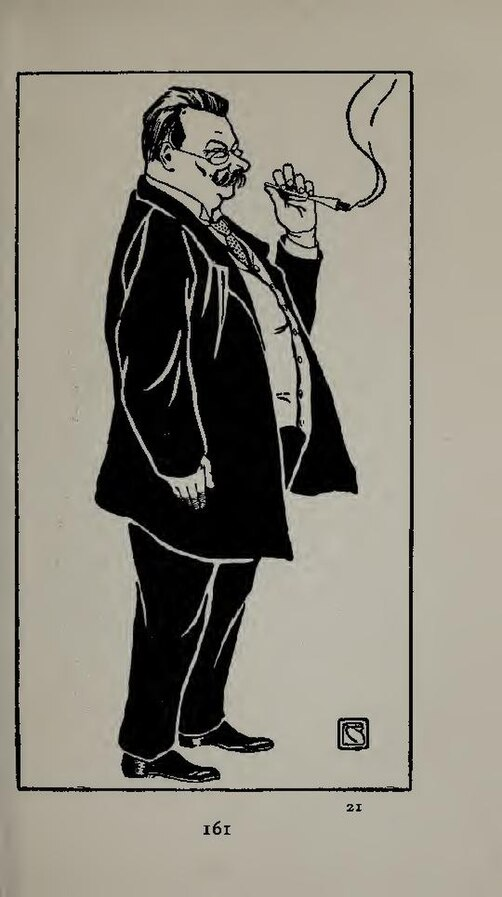
Bertha Czegka (1902)

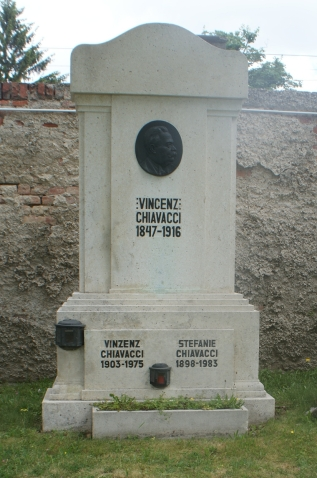
Grabstätte von Vinzenz Chiavacci

Vinzenz Chiavacci (* 15. Juni 1847 in Wien, Kaisertum Österreich; † 2. Februar 1916 ebenda) war ein österreichischer Schriftsteller.

## Leben
Chiavacci war der Sohn eines italienischen Pfeifenschnitzers. Von Beruf war er zunächst Eisenbahnbeamter. Ab 1887 widmete er sich ausschließlich dem Schreiben und arbeitete bei den Zeitungen Neues Wiener Tagblatt, wo er die Schriftleitung innehatte, Oesterreichische Volks-Zeitung und ab 1896 bei Wiener Bilder, einem illustrierten Wochenblatt, das er herausgab. Er war Mitglied der Freimaurerloge Zukunft in Wien. Seine Witwe Malvine Chiavacci (geborene Perlsee) heiratete nach seinem Tod den Schriftsteller Karl Schönherr.

## Künstlerisches Schaffen
Berühmtheit erlangte Chiavacci durch seine Feuilletons in verschiedenen Zeitungen. Er kreierte die Figuren des „Herrn Adabei“ (von österreichisch „a dabei“ für „auch dabei“) und der „Frau Sopherl vom Naschmarkt“, die als Wiener Typen bis heute bekannt sind. Herr Adabei ist der Typus eines wichtigtuerischen Menschen, dem nichts recht ist. Der Schriftsteller Hermann Bahr bezeichnete sich selbst als „der intellektuelle Herr von Adabei“. „Frau Sopherl“ erschien jahrelang allwöchentlich in der Österreichischen Volkszeitung und kommentierte dort das Zeitgeschehen in den Rubriken „Eine die's versteht“ und „Die Bezirkstratschn“. In Buchform veröffentlichte Chiavacci humoristische Wiener Skizzen und einen Roman sowie bald vergessene Bühnenstücke. Chiavacci war mit vielen zeitgenössischen Schriftstellern bekannt und machte sich verdient um die Herausgabe der Werke von Johann Nestroy (zusammen mit Ludwig Ganghofer), Ludwig Anzengruber und Karl Schönherr.

## Nachwirkung
Nach dem Schriftsteller wurde 1925 die Chiavaccigasse in Wien-Margareten benannt, die 1976 wieder aufgelassen wurde. Sie befand sich zwischen dem Margaretengürtel und der Siebenbrunnenfeldgasse. Seit 1926 ist ihm ein Ehrengrab auf dem Wiener Zentralfriedhof (Gruppe 0, Reihe 1, Nummer 77) gewidmet.

## Werke
- Aus dem Kleinleben der Großstadt. Wiener Genrebilder, Humoresken, 1886 (Digitalisat der 2. Auflage 1898 im Internet Archive)
- Einer vom alten Schlag, Volksstück, 1886 (mit Carl Karlweis)
- Wiener vom Grund, Humoresken, 1887
- Bei uns z´Haus, Humoresken, Wien 1888
- Wo die alten Häuser stehen, Humoresken, 1890
- Klein-Bürger von Groß-Wien, Humoresken, 1892 (Digitalisat im Austria-Forum)
- Einer von der Burgmusik, Posse, Erstaufführung 1892
- Der letzte Kreuzer, Posse, 1893
- Wiener Typen, Humoresken, 1893
- Wiener vom alten Schlag, heitere und ernste Bilder aus dem Volksleben der Kaiserstadt, Bonz, Stuttgart 1905 (Reprint: 1979, ISBN 3-88140-048-6)
- Der Weltuntergang. Eine Phantasie aus dem Jahre 1900, 1897 (Reprint: Salzwasser-Verlag, 2011, ISBN 978-3-86444-468-5; Digitalisat im Internet Archive)
- Wiener Leut‘ – von gestern und heut‘, 1901 (Digitalisat im Austria-Forum)
- Ludwig Ganghofer : ein Bild seines Lebens und Schaffens, Bonz, Stuttgart 1905, DNB 994938713
- Seltsame Reisen des Herrn Adabei, 1908, Digitalisat
- Aus kleinen Fenstern, Ernste und heitere Skizzen aus dem Wiener Volksleben, Mohr, Wien 1914, DNB 572313322
- Aus der stillen Zeit, Wiener Roman aus den 50er Jahren des vorigen Jahrhunderts, Bonz, Stuttgart 1916, DNB 363910263